# La Waldau
Pour les articles homonymes, voir Waldau.
La Waldau (en allemand Die Waldau) est le nom donné historiquement au premier hôpital psychiatrique universitaire de Suisse, créé à Berne en 1855. Il comprend plusieurs édifices voisins les uns des autres. Depuis 1996, ce complexe hospitalier fait partie des Services psychiatriques universitaires de Berne (SPU). Des soins psychiatriques et psychothérapeutiques hospitaliers et ambulatoires y sont dispensés.
L'hôpital a joué un rôle important dans la collecte de différentes œuvres d'art brut, en particulier celles réalisées par Adolf Wölfli.

## Avant la Waldau
Le 8 mai 1765, la ville de Berne décide de regrouper trois bâtiments préexistants sous une appellation et organisation commune, « hôpital annexe » (de: Ausser Krankenhaus), dépendant de l'Hôpital de l'Île : das Kurhaus, das Pfrundhaus, das Tollhaus. Ces trois bâtiments sont situés à proximité les uns des autres, en zone agricole, sur la commune de Bolligen, près de la route qui relie Berne à Bolligen. Son emplacement précis est alors appelé Breitfeld.

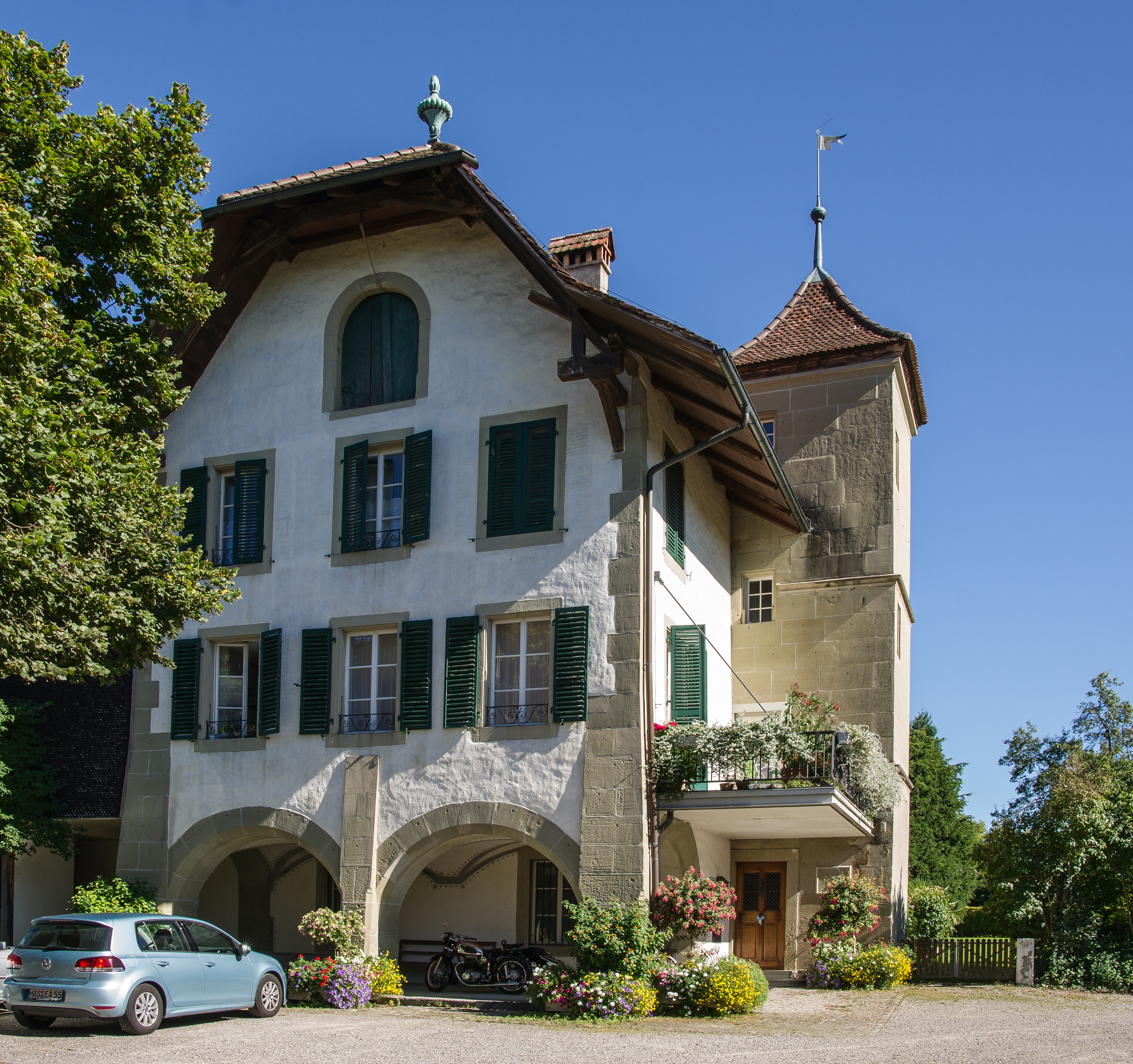
Siechenschlössli, Berne

La Pfründhaus est à cette époque le bâtiment le plus récent. Ces trois bâtiments sont le résultat de la volonté de la ville de Berne de garder à une certaine distance des malades jugés dangereux parce que fous ou infectieux. Historiquement, ils étaient placés sous la responsabilité d'un Siechenmeister, pour lequel une demeure (Siechenschlössli) a été construite. Le petit hameau dispose par ailleurs de sa propre église (Siechenkappelle), d'une grange, d'un grenier à grain, d'un lavoir et d'un four à pain. En 1765, la fonction de Siechenmeister existe toujours ; son rôle est de surveiller les malades et aussi de veiller à ce qu'ils reçoivent vêtements et nourriture. C'est lui qui est chargé d'établir des factures pour cela auprès de la direction de l'Hôpital de l'Île, qui se situe lui dans l'enceinte de la ville de Berne. Un médecin est lui chargé de l'ensemble des malades résidant sur place.
Ces bâtiments seront maintes fois agrandis et rénovés, ce qui en fait des bâtiments à l'architecture hybride, les différentes modifications apportées aux édifices l'ayant été dans les styles architecturaux propres à leur époque et non à celle d'origine. Plus tard, les bâtiments seront tous réaffectés comme lieux de soins pour les patients souffrant de troubles psychiques.

### Siechenschlössli
Le bâtiment Siechenschlössli est le plus ancien, construit entre 1599 et 1601 et est répertorié dans I'inventaire suisse des biens culturels d'importance nationale et régionale. Le terme siech a une multiplicité de sens, il se réfère notamment au fait d'être très malade, avec très peu (ou une absence) d'espoir de guérison. Le bâtiment a été créé spécifiquement pour y héberger le Siechenmeister, c'est-à-dire la personne chargée de superviser les soins et l'alimentation des personnes dans cet état de maladie. Dans l'espace germanophone, un Siechenmeister est généralement responsable d'une Siechenhaus (de). Dans le cas présent, il est responsable de la Curhaus, de la Pfründerhaus et de la Tollhaus. A la création de l'hôpital de la Waldau, les médecins, tenus d'habiter sur place, ont leur logement de fonction dans ce bâtiment.
Schlössli signifie petit château. Le bâtiment est actuellement également connu sous le nom de Schloss Waldau, tirant son nom de l'hôpital.

### Curhaus
La Curhaus est initialement un bâtiment à un étage datant de 1601. Deux étages lui sont ajoutés dans les années 1831-1834. A l'origine, ce bâtiment héberge des malades souffrant de maladie de peau (comme la teigne et la gale) ainsi que de maladies vénériennesAvant de s'appeler Curhaus, le bâtiment s'appelait Blatternhaus, ce qui signifie littéralement maison de la variole. L'institution soigne tant des adultes que des enfants. À partir de 1827, Albrecht Tribolet, futur directeur de la Waldau, y inaugure un enseignement au lit du malade pour les étudiants en médecine.

### Pfründerhaus
Littéralement, le nom du bâtiment signifie « »maison de ceux à qui on pourvoit à l'entretien (Pfrund) ». Il date de la fin du 18e siècle et il était alors utilisé pour héberger des personnes atteintes d'une maladie incurable. Dans les années 50, c'est là que sont soignés des hommes malades mentaux dont la maladie est considérée comme chronique. La Pfründerhaus abrite actuellement le musée de la psychiatrie.

### Tollhaus
La Tollhaus est un bâtiment inauguré en 1749, dont le nom signifie littéralement maison des fous. À sa construction, le bâtiment comporte 12 cellules et est une construction d'un étage. Il sera agrandi à de nombreuses reprises. Il compte 50 malades en 1836, 97 en 1841.
Dans son ancienne sens, le mot toll est synonyme de fou, de malade mental ou de personne intellectuellement déficiente. Néanmoins, cette maison est destinée à enfermer une seule catégorie de personnes : des malades mentaux violents et agités, en proie à la fureur et au délire,. D'autres personnes malades mentales sont présentes sur le site et décrites comme étant « halbtoll »(littéralement à moitié fou). Il s'agit de personnes qui « sont capables d'aider et ont leur bonne période». Le psychiatre Wyrsch, qui écrit en 1955 une histoire de la Waldau, suppose que ces personnes "halbtoll" ont le même type de diagnostic que celles enfermées à la Tollhaus (dans des phases moins aigües de la maladie), et qu'elles sont hébergées à la Pfrundhaus, où elles sont employées comme aide pour des travaux simples. Ces deux catégories de malades ne représentent pas l'ensemble des personnes atteintes dans leur santé mentale. Ainsi les autorités médicales prévoient que les personnes souffrant de « simple mélancolie, de démence ou d'états convulsifs ou hystériques » sont amenés à Hôpital de l'Île ou plutôt à proximité immédiate de cet hôpital, où 6 cellules ont été aménagées à cet effet. Les personnes souffrant de symptômes psychiatriques légers ainsi que des personnes nées avec un handicap mental doivent, à la suite d'une décision des autorités datant de 1769, être gardées à domicile.
À partir de 1832, les documents officiels ne parlent plus de Tollhaus mais de Irrenhaus, ce qui signifie la même chose mais avec un connotation moins négative, plus médicale. À partir de 1832 également, des médecins sont chargés d'écrire des rapports sur la Tollhaus. On y apprend par ce biais que certains malades pourtant jugés incurables et enfermés dans la Tollhaus connaissent une amélioration de leur état ou même sont jugés suffisamment en bonne santé pour être déclarés guéris.
En 1840, l'Ausser Krankenhaus acquiert un lopin de terre du nom de Möösligut. Les malades mentaux jugés calmes cultivent cette terre. Les archives indiquent qu'ils participaient déjà précédemment à des activités agricoles durant l'été.

## Création de la Waldau

CH-NB-Souvenirs de Berne-nbdig-1

La Waldau est le premier hôpital universitaire psychiatrique de Suisse à avoir été créé. La Suisse est un pays fédéral et la santé fait partie des attributions des cantons. La création de la Waldau est ainsi le fruit d'une décision du seul canton de Berne, plus précisément celle de son Grand Conseil, votée le 9 février 1850.
Ce vote est l'aboutissement du travail de lobbying de la société chirurgico-médicale du canton de Berne ainsi que du travail d'une commission officielle mandatée par le département de l'intérieur bernois. La première personne à avoir argumenté en faveur de la construction d'un hôpital est Albrecht Tribolet, dès 1836. Cependant, ce n'est que lorsqu'il parvient à s'associer à la société chirurgico-médicale du canton de Berne qu'il parvient à trouver une oreille attentive auprès des autorités, autorités qui décident alors de mettre sur pied une commission. La commission, composée de trois médecins, fait procéder en 1839 à un décompte des personnes catégorisées comme folles, décompte qui leur a permis d'établir une « statistiques des fous du canton de Berne». Cette statistique recense 570 malades, dont 277 personnes wahnsinnig, 171 personnes melancholisch et 122 blödsinnig,. L'établissement de cette statistique officielle contribue à démontrer la nécessité de la création d'un nouvel hôpital pour les personnes atteintes dans leur santé mentale, et c'est sur la base de cette statistique que le nombre de lits nécessaires du futur hôpital est évalué.
En 1855, après quatre ans de travaux, un nouveau bâtiment central est construit et le nom de l'hôpital devient : établissement de cure et soins pour les fous Waldau (Irren-, Heil- und Pflegeanstalt Waldau). Sa forme est celle d'un complexe fermé à quatre ailes autour d'un axe central, une forme typique de celles des monastères et hôpitaux de style baroque (SOURCE).La Waldau est conçue pour accueillir 230 patients.
Antérieurement à la Waldau, outre la Tollhaus, il existait déjà différentes possibilité de soins hospitaliers dans le canton de Berne, comme par exemple la clinique Wyss, fondée en 1845. Ce type d'offres de soins n'était cependant accessible qu'aux personnes fortunées. Or le recensement de 1839 a mis en évidence le fait que seule un tiers des personnes recensées comme malades mentales étaient riches. La création de l'hôpital de la Waldau correspond ainsi à une volonté politique de disposer d'un hôpital publique dans le domaine de la santé mentale, susceptible de couvrir les besoins d'un secteur plus large de la population. Par ailleurs, dès son ouverture, la Waldau a l'obligation de servir de lieu de détention pour les personnes considérées comme des « fous dangereux ». Cet enfermement des fous dangereux correspond lui à une demande pressante des communes, inquiètes d'avoir à s'occupe de malades qu'elles jugent dangereux pour leur communauté.
En 1861, les premières conférences cliniques de psychiatrie y sont tenues et l'établissement est rattaché à l'Université de Berne. De 1858 à 1871, le théologien réformé Ernst Friedrich Langhans travaille comme pasteur à la clinique.

### Contexte suisse
Contrairement à d'autres pays, l'organisation des soins de santé, y compris des soins en santé mentale, est restée extrêmement décentralisée, la politique sociale et de santé étant du ressort des cantons.
La psychiatrie suisse s'est développée plus tardivement que la psychiatrie allemande (SOURCE). En Suisse, la psychiatrie devient une des branches obligatoires de la médecine à partir de 1888, date à partir de laquelle la psychiatrie figure aux examens finaux de médecine .

## Organisation

### Des soins payants
Les soins sont payants. Il existe 4 classes de tarifs, qui correspondent à des niveaux de confort de l'hébergement et dont seule la dernière catégorie est gratuite. La Waldau a cependant l'obligation d'accepter les personnes internées à la Waldau sur décision des autorités car jugées dangereuses, que ces dernières soient en mesure de payer leur séjour ou non. Il en va de même pour les personnes faisant l'objet d'une expertise judiciaire.

### Des diagnostics et une patientèle différente des hôpitaux psychiatriques contemporains
Au XIXe siècle, la neurologie n'est pas encore distincte de la psychiatrie . À son ouverture et jusqu'au début du vingtième siècle, la patientèle de la Waldau - tout comme celle de l'ensemble des hôpitaux contemporains -  est ainsi significativement différente de celle que l'on trouve dans les hôpitaux psychiatriques actuellement. À titre d'exemples, ce n'est qu'avec la découverte en 1935, puis l’application médicale de l’électroencéphalographie (EEG) que l'épilepsie cesse peu à peu d'être appréhendée comme un trouble mental; ce n'est qu'avec la découverte de pénicilline et son utilisation pour traiter la syphilis que les hôpitaux psychiatriques européens ont cessé de compter de nombreux patients atteints de troubles neurologiques et psychiatriques causés par cette maladie,. En Suisse, le crétinisme constitue un problème de santé publique endémique jusqu'à l'introduction de la prophylaxie iodique, à partir du début des années 1920,.
Par ailleurs, la nosologie psychiatrique utilisée à la fin du XIXe siècle ainsi que dans la première moitié du vingtième siècle à la Waldau ne se superpose que partiellement aux diagnostics contemporains. D'une part parce que certains concepts employés alors sont devenus totalement inusités, d'autre part parce que les symptômes considérés comme caractéristiques de tel ou tel diagnostic ont évolué depuis lors. C'est notamment le cas en ce qui concerne le diagnostic de schizophrénie,.
À partir des années 1880, la Waldau tient des statistiques des différents diagnostics attribués aux malades. Cette classification s'inspire fortement du manuel du psychiatre allemand Emil Kraepelin, manuel qui distingue les psychoses endogènes et exogènes, les oligophrénies (qui regroupent différents degrés de déficience intellectuelle) et des états de dégénérescence.
Dans les années 1892/1893, la Waldau fait reposer ses statistiques sur six catégories différentes, :
1. les troubles innés (« angeborene Störungen » ; cette catégorie recoupe différents degrés de déficience intellectuelle.
2. les troubles simples acquis (« erworbene einfache Störungen ») ; cette catégorie regroupe les psychoses dont « la manie » et « la folie[k]».
3. les troubles paralytiques, séniles et organiques (« paralytisch-senil-organische Störungen ») ; cette catégorie regroupe notamment les cas de démence sénile ainsi que les personnes atteintes de paralysie générale causée par la neurosyphilis (stade tertiaire de la syphilis).
4. les troubles avec épilepsie (« Störungen mit Epilepsie ») ;
5. les psychoses dues à un état d'intoxication (« Intoxicationspsychosen ») cette catégorie regroupe notamment l'alcoolisme.
6. absence de trouble mental (« nicht geisteskrank[l] »).

À partir des années 1900, la classification évolue quelque peu. Une nouvelle catégorie nosologique est ajoutée, celle des troubles constitutionnels (« Konstitutionelle Störungen »). Le diagnostic de démence précoce fait également son apparition en 1900 dans la catégorie des troubles simples acquis. La catégorie des troubles simples acquis est subdivisées en quatre sous-catégories :
1. les formes maniaco-dépressives;
2. « Verblödungsformen » ; cette catégorie est elle-même divisées en catatonie, démence précoce, hébéphrénie et démence paranoïde.
3. le groupe des paranoïas
4. autres formes.

### Travail des patients
Le psychiatre allemand Hermann Simon (1867- 1947) est le premier dans l'espace germanophone à théoriser le travail comme étant une forme de thérapie susceptible d'améliorer la santé psychique des malades mentaux hospitalisés. Cette forme de thérapie est généralement appelée thérapie par le travail (Arbeitstherapie), parfois thérapie occupationnelle (Beschäftigungstherapie). Selon Simon, cette thérapie est une forme de psychothérapie et elle vise à mobiliser les ressources du patients, à s'appuyer sur la partie saine de sa personnalité pour renforcer son sens des responsabilités, sa capacité à vivre de façon autonome,. Il conçoit toute souffrance comme étant de cause organique ; l'activation du patient, sa mise en mouvement par le biais du travail, est pour lui nécessaire afin de limiter au maximum les dégâts organiques supplémentaires qu'une inactivité ne manquerait pas d'engendrer.
En Suisse, la thérapie par le travail reçoit un écho très favorable et sera pratiquée dans de nombreux établissements psychiatriques jusqu'après la seconde mondiale, après quoi elle se mue à peu dans la pratique de l'ergothérapie.

#### Exploitation agricole
Comme dans l'ensemble des autres hôpitaux universitaires suisses, les patients en mesure de travailler sont employés à différentes tâches. À la Waldau, la vaste majorité de ces patients travaille à la ferme (SOURCE). La Waldau est autant un hôpital qu'une exploitation agricole.
En 1951, Henri Ellenberger rapporte qu'« un vieux médecin » lui racontait que le rapport annuel de l'asile où il travaillait « s'étendait interminablement non seulement sur la santé des malades, mais sur celles des veaux et des cochons, sans oublier les nouvelles des foires et marchés du voisinage. » Ellenberger ne cite pas le nom de l'hôpital en question et plusieurs hôpitaux - dont Cery - pourraient correspondre à ce descriptif. Quoi qu'il en soit, les rapports annuels établis chaque année par la Waldau sur son activité de l'année écoulée (Jahresbericht), comportent effectivement un vaste volet consacré à l'activité agricole de la Waldau et de son rendement (SOURCE).

#### Ateliers divers
Outre les activités agricoles, les patients sont employés à toutes sortes de tâches. Certaines de ces tâches sont destinées à faire fonctionner la Waldau et à garder ses résidents propres et habillés (tâches de couture, de raccommodage, de nettoyage, de cordonnerie, tricot, etc.) d'autres visent le travail à façon : collage de sacs à papier à partir de 1905, déplumage dès 1930, activités diverses de tri. Les activités les plus simples sont destinées à occuper les patients les plus agités d'une manière qui ne soit pas dangereuse pour eux-mêmes ou autrui.

## Du gardiennage au métier d'infirmier en psychiatrie
À sa création et pendant de très nombreuses années, le personnel non médecin de la Waldau n'est pas constitué d'infirmiers mais de gardiens. Tout comme le personnel médical, ce personnel vit à demeure à la Waldau, dans des conditions d'hébergements cependant nettement inférieures à celles prévalant pour les médecins,. Ils n'ont pas non plus le droit de faire venir vivre leur famille à la Waldau. De manière générale, les femmes sont employées pour surveiller les patientes et des hommes pour surveiller les patients.
Comme dans les autres hôpitaux universitaires de Suisse, ce personnel est majoritairement masculin et issu du milieu ouvrier SOURCE. La position est peu prestigieuse et le salaire faible. À partir de la Première Guerre mondiale, la profession de gardien d'hôpital psychiatrique tend à se féminiser en Suisse, bien que cette féminisation n'atteindra jamais la même proportion que celles des autres types de soins infirmiers. Lors de la mobilisation durant la première guerre mondiale, les hôpitaux ont dû se résoudre à les employer dans les divisions masculines et à partir de là, ce n'est plus un tabou que des femmes soient employées dans les divisions pour hommes. Les femmes gardiennes perçoivent par ailleurs un salaire systématiquement inférieur à celui de leurs collègues masculins.
Dès le début du XXe siècle, des écoles en soins infirmiers voient le jour en Suisse, mais elles recrutent uniquement des femmes et s'adressent à un public disposant à la fois d'un bon capital scolaire et des moyens financiers pour payer l'écolage de cette formation. Surtout, ces écoles ne dispensent aucune formation liée au travail d'infirmier en soins psychiatriques,.

### Syndicalisme
Au vu des difficiles conditions de travail, la Waldau peine à recruter et surtout à stabiliser ce personnel, un personnel qui quitte ces emplois dès que le marché du travail s'améliore. Comparé aux autres d'hôpitaux suisses, le personnel travaillant en hôpital psychiatrique est bien davantage syndiqué (SOURCE). Dès 1920, le Syndicat des services publics (Verband des öffentlichen Dienstes, VPOD) fonde d'ailleurs une section entièrement destinée à la défense du personnel des hôpitaux psychiatriques (Anstaltskartell des Verbandes des Personals öffentlichen Dienstes). Ce syndicat n'entreprend cependant absolument rien pour combler l'écart de salaire entre gardiens et gardiennes.
Dans les années 40, c'est le syndicat des services publics (VPOD) qui est majoritaire à la Waldau.
En mars 1944, le VPOD demande à la direction que la journée de neuf heures soit introduite et que le personnel ne soit plus tenu de vivre sur place. Après différentes tractations, le Conseil d'État bernois décide le 5 octobre 1945 d'accorder à l'ensemble des gardiens des hôpitaux psychiatriques du canton des améliorations de son statut : la journée de travail qui était de 12,5 heures passe à 10 heures pour les employés célibataires et à 9 heures pour les employés mariés ; les employés mariés et travaillant depuis plus de 3 ans dans un établissement obtiennent par ailleurs le droit de ne pas habiter sur place. Les femmes employées comme gardiennes restent astreintes au célibat, et donc à des journées de travail de 10 heures et l'obligation de vivre sur place.

### Formation professionnelle
Lors de la création de la Waldau, aucun personnel non médecin n'a reçu la moindre formation, ne serait-ce qu'en termes d'hygiène ou de soins de petites blessures(SOURCE). Comme indiqué plus haut, ce personnel est très majoritairement issu du milieu ouvrier. S'il n'est pas qualifié en soins infirmiers, il est parfois qualifié dans un autre domaine. Dans son recrutement, il n'est pas rare que la Waldau spécifie quel type de qualification ou expérience professionnelle est recherché . Il s'agit en général de métiers qui permettent la bonne tenue des ateliers de travail de la Waldau, ce personnel étant alors employé pour superviser et organiser le travail des patients.
La première initiative en vue de former ce personnel est prise par Walter Morgenthaler, en 1913. Cela constitue la première étape des nombreux efforts entrepris par ce psychiatre pour professionnaliser le personnel travaillant en hôpital psychiatrique. À partir de 1922, il publie en collaboration avec le syndicat des services publics, une revue professionnelle mensuelle intitulée Kranken- und Irrenpflege. Cette revue comporte une partie médicale - au départ entièrement rédigée par Walter Morgenthaler lui-même - ainsi qu'une partie syndicale visant à améliorer les conditions salariales ainsi qu'une meilleure reconnaissance sociale du travail effectué par les soignants.
Les premiers examens de soins infirmiers en psychiatrie ont lieu en 1927.

## La Waldau sous la direction d'Albrecht Tribolet (1855-1859)
Albrecht Tribolet (1794- 1871) est médecin mais non psychiatre. De 1835 à 1837, il a été le médecin responsable de l'Ausser Krankenhaus de la ville de Berne, où il s'est distingué par des améliorations notables des conditions de vie des malades mentaux enfermés dans la Tollhaus.
Albrecht Tribolet a joué un rôle majeur dans la création de l'hôpital de la Waldau et il en est le premier directeur.
À l'ouverture de la Waldau, le 19 novembre 1855, l'hôpital compte 47 patients, qui ont été transférés depuis leur ancienne Tollhaus. Ils sont rapidement 118. En revanche, les chambres de première classe restent très peu occupées : le confort et le luxe offerts sont en deçà de ce qu'offrent différentes cliniques privées, cliniques privées qui ont par ailleurs des procédures d'admission plus souples.
En 1858, l'hôpital déborde déjà de patients, une surpopulation qui restera chronique pendant de très nombreuses années. Par conséquent, l'hôpital réoccupe l'ancienne Tollhaus, qui était restée vide entre-temps, et y crée une aile pour les épileptiques et des personnes présentant un handicap mental.
Il n'existe alors aucun médicament spécifique pour le traitement des troubles psychiques. Les risques de dépendance aux opiacés ne sont pas bien connus. On retrouve donc l'opium parmi la pharmacopée utilisée à la Waldau, vraisemblablement pour calmer les patients agités. D'autres substances sont également administrées comme de l'iodure de potassium, des préparations à base de digitale ou encore de l'écorce de quiquina rouge.
À partir de 1884, la Waldau ne dépend plus de l'Hôpital de l'Île et devient la propriété du canton de Berne.

## La Waldau sous la direction de Rudolf Schärer (1859-1890)
Rudolf Schärer apprécie la lutte, le tir et la gymnastique, et il n'hésite pas à pratiquer gymnastique et tir avec les patients de la Waldau, fête de tir(!) incluse. Il joue également aux boules avec eux. Tout comme son prédécesseur, il est convaincu des vertus thérapeutiques des activités agricoles et festives. Aussi envoie-t-il travailler aux champs le maximum possible de patients. Il organise à la Waldau même une série de festivités liées aux activités agricoles.
Dès le milieu des années 1860, la Waldau compte plus de 300 patients (alors que l'hôpital a été conçu pour héberger 230 patients). Malgré la réouverture de la Tollhaus, qui a permis la création de 50 places, dès les années 1870, la capacité d'accueil de la Waldau reste bien en-deçà de la demande : les cliniques privées accroissent leur nombre de lits, les malades non fortunés sont envoyés dans des maisons de charité ou dans des établissements hors du canton, certains sont enfermés en prison. Les médecins de la Waldau alertent les autorités sur cette situation et demandent au canton d'ouvrir un deuxième établissement psychiatrique. Différentes communes adressent cette même demande à travers des pétitions, ce qui aboutit en 1895 à l'ouverture de l'hôpital de Münsingen (d'une capacité de 500 places), et 4 ans plus tard, en 1899 à l'ouverture de l'hôpital de Bellelay (260 places). Durant cette même période, le nombre de personnes atteintes d'un trouble psychiques hébergées dans leur famille diminue considérablement, passant de 77% en 1871 à 51% en 1902,.
En 1864 est fondée la Verein Schweizerischer Irrenärtzte, à la Waldau même.
Rudolf Schärer démissionne du poste de directeur à la suite de la survenue d'importants ennuis de santé.

## La Waldau sous la direction de Wilhelm von Speyr
Wilhelm von Speyr conserve les fêtes et les activités mises en place par Schärer. Sous sa direction également, les activités agricoles de la Waldau tiennent une place importante. Son arrivée marque cependant une rupture avec les directions précédentes en raison de ces liens étroits avec des psychiatres comme Eugen Bleuler et Auguste Forel, et plus généralement avec ce que les sources nomment l'école de Zürich,.
Le premier grand changement que Wilhelm von Speyr introduit à la Waldau est l'introduction des préceptes du no restraint.
La deuxième grande transformation introduite par von Speyr est l'abstinence de toute boisson alcoolisée. Ce grand changement est introduit en deux phases, de 1892 à 1895 : il impose d'abord l'abstinence aux patients et à tous lors des fêtes de l'institution, puis également à tout le personnel de l'institution et ce durant toute l'année.
De 1911 à 1913, l'hôpital est agrandi avec la construction d'un bâtiment large et symétrique avec des ailes latérales, construit dans le style typique de cette époque.

## La Waldau sous la direction de Jacob Klaesi (1933-mars 1954)
Jacob Klaesi devient directeur de la Waldau et titutlaire de la chaire de psychiatrie de l'université de Berne en 1933. Sa candidature a été préférée à celles de Max Müller et Walter Morgenthaler. A son entrée en fonction, il dispose d'une longue expérience psychothérapeutique d'orientation psychanalytique en milieu asilaire et a dirigé sa propre clinique privée. Il est connu à l'international pour son invention de la cure de sommeil. Le premier changement qu'il apporte est de faire sortir de la Waldau un maximum de patients.
Klaesi organise la Waldau en 3 sections : la policlinique psychiatrique universitaire (ouverte dès août 1935), l'établissement de soins des patients "curables et chroniques" et les pensionnaires des classes I et II, et enfin, la division des patients chroniques. La clinique universitaire est meublée de façon spartiate, peu décorée et n'est pas destinée à accueillir des patients sur la longue durée. Les divisions des pensionnaires de première classe offrent un confort proche de celui d'un hôtel. Il crée par ailleurs des satellites de la Waldau, la fondation Anne Müller (Anna-Müller-Stiftung) à Schönbrunnen ainsi qu'un établissement à Gurnigel.En 1936, la Waldau abrite 1 115 patients.Au milieu des années 1940, le complexe hospitalier de la Waldau abrite près de 1 100 patients.

## La Waldau sous la direction de Max Müller (1954-1963)
Fin décembre 1954, la Waldau compte 1 047 patients et 1 923 patients1923 patients au total ont été traités cette année-là dans l'établissement.
Dans les années 1950-1970, le complexe hospitalier est à nouveau agrandi, avec l'ajout de différents bâtiments dont un laboratoire, une nouvelle clinique et un bâtiment de ferme.

## Direction
- 1855-1859 : Albrecht Tribolet
- 1859-1890 : Rudolf Schärer (de)
- 1890-1933 : Wilhelm von Speyr
- 1933-1954 : Jakob Klaesi
- 1954-1963 : Max Müller.  Max Müller devient directeur de la Waldau directement après avoir été directeur de l'hôpital psychiatrique de Münsingen, de 1938 à 1954[30].
- 1963-1978 : Hans Walther-Büel

## Laboratoire de neuro-pathologie
De 1934 à 1965, le psychiatre clinicien et neuropathologiste Ernst Grünthal travaille à la Waldau, où il dirige le laboratoire d'anatomo-pathologie cérébrale. Chercheur et clinicien, Ernst Grünthal est considéré comme l'un des père de la neuropsychiatrie scientifique. Avec l'accord de Klaesi, le laboratoire dispose de son propre électroencéphalogramme, dès 1938. L'appareil est de fabrication allemande, de marque Tönnis et a pour nom commercial Neurograph. Avec Müsterlingen, la Waldau est le seul hôpital psychiatrique suisse à disposer d'un laboratoire d'EEG jusqu'à la fin des années 50, Bel-Idée s'équipant en 1957 et Cery en 1962.

## Expertises psychiatriques

### Expertises psychiatriques réalisées dans le cadre du code pénal bernois
Jusqu'en 1942, année de l'entrée en vigueur du code pénal suisse, la Confédération suisse ne dispose que de différents code pénals cantonaux. Certains cantons ruraux catholiques en sont même dépourvus jusqu'au début du XXe siècle. Pour sa part, le canton de Berne dispose d'un code pénal. A la création de la Waldau, c'est le code de 1850 qui fait foi, un code élaboré sur la base des principes de la constitution bernoise radicale de 1846. Ce code prévoit dans son article 206 que l'état psychique d'un accusé soit évalué si celui-ci paraît être fou (wahnsinnig), sourd-muet ou atteint d'une déficience intellectuelle (blödsinnig). Ce texte de loi ne précise pas à qui doit être confiée cette évaluation. En revanche, il y apparaît clairement que cette d'évaluation n'a pas d'effet contraignant : le juge peut choisir seul à quel type d'expertise il fait appel et est libre de suivre ou non les conclusions de l'expert auquel il a fait appel. L'article 348 précise que l'évaluation de l'expert n'a de force probante que si elle est « corroborée par d'autres circonstances ou si les juges ont pu acquérir une conviction quant aux faits, basée sur leurs propres perceptions».
Dès sa création, la Waldau réalise des expertises psychiatriques sur mandat. À partir de 1866, le réglement de la Waldau intègre la tenue d'expertises psychiatriques au cahier des charges des médecins de la Waldau. Les rapports annuels de l'hôpital rendent compte de cette activité et mentionnent généralement le sexe, le diagnostic psychiatrique auquel ils sont parvenus et ce dont est accusé la personne dont ils sont chargés d'évaluer l'état mental. De 1886 à 1890, le corps médical de la Waldau réalise en moyenne huit expertises par an, de 1896 à 1900 quatorze expertises. Dès les années 1890, la réalisation psychiatrique tend à devenir un domaine spécialisé du domaine des seuls psychiatres travaillant en hôpital psychiatrique, bien que cela ne soit pas prévu par le code pénal bernois et que d'autres psychiatres, voire d'autres médecins, en réalisent quelques-unes. Dès les années 1890 également, la Waldau se profile ainsi comme un centre de compétences en matière de psychiatrie forensique, et connaît en ce domaine un développement assez comparable à celui du Burghölzli.
À partir de 1900 il y a une augmentation considérable du nombre total d'expertises réalisées par les psychiatres des institutions psychiatriques publiques bernoises : outre la Waldau, il est désormais également possible de réaliser des expertises psychiatriques à l'hôpital psychiatriques de Münsingen, et dans une mesure beaucoup plus restreinte, à Bellelay. De 1901 à 1915, 26 expertises par an sont réalisées en moyennes, majoritairement à Münsingen. Entre 1916 et 1920, c'est 47 expertises par an qui sont réalisées en moyenne, une moyenne qui restera semblable dans l'entre-deux guerres.
À partir de 1890, les psychiatres suisses, regroupés sous la faitière de leur organisation professionnelle Verein schweizerischer Irrenärtze, prennent une part très active dans les différents projets relatifs à l'établissement d'un code pénal suisse.

### Expertises psychiatriques réalisées à partir de 1942
L'entrée en vigueur du code pénal suisse entraîne une augmentation massive du nombre d'expertises judiciaires réalisées. Son application renforce l'obligation pour les autorités judiciaires de recourir à l'expertise médicale pour évaluer les états mentaux sur lesquels il existe un doute.

## Patients de la Waldau connus pour leur activité artistique ou littéraire

### Robert Walser

#### Constance Schwartzlin-Barberat (1845-1911)
Constance Schwartzlin-Barberat est une patiente francophone, originaire de Porrentruy internée à partir de 1885 et jusqu'à sa mort à la Waldau. Elle y reçoit le diagnostic de schizophrène, son dossier médical indique qu'elle souffre d'hallucinations sonores et qu'elle converse avec « ses voix » et « les voix du téléphone » qu'elle seule entend. Il est vraisemblable qu'elle souffre également de troubles de l'alimentation : elle refuse fréquemment de s'alimenter et son poids est bas au point de provoquer un affaiblissement général de son corps. Lors de son séjour, Constance Schwartzlin-Barberat rédige à l'encre de plume sépia, de très nombreuses pages de texte recto verso, qu'elle a elle-même reliées en 24 cahiers. Sa création littéraire est très originale, composée notamment de cent soixante recettes de cuisine autant irréalisables que poétiques, de contenus semblable à des entrées d'un journal intime ainsi que de descriptions de la nature, des considérations philosophiques, etc, Elle a recours à de nombreux néologismes. Les manuscrits, magnifiquement calligraphiés, font partie de la Collection Walter Morgenthaler du Musée psychiatrique de Berne.

#### Adolf Wölfli (1864-1930)

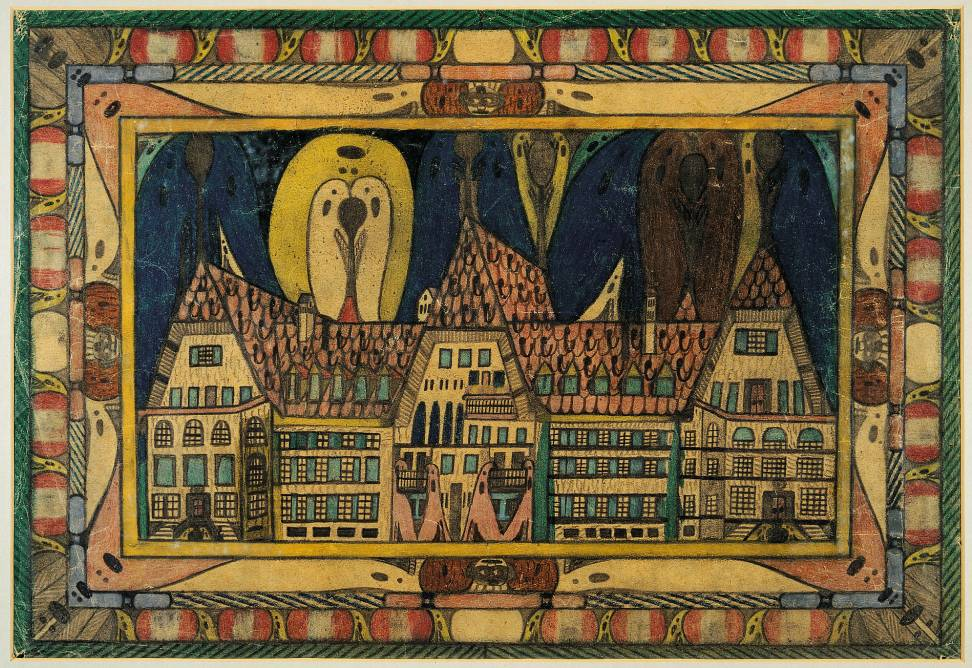
La Waldau dessinée par Adolf Wölfli en 1910.

En 1890, il est condamné à deux ans de prison pour tentatives de viol sur deux mineures. Il purge sa peine mais récidive à sa sortie. Il est cette fois déclaré irresponsable et est interné à vie à la Waldau dès 1895. Il y reçoit le diagnostic de démence paranoïde (dementia paranoides). Quatre ans après le début de cet internement, Adolf Wölfli commence une très intense création artistique. Il reçoit chaque lundi deux feuilles de papier et un crayon. Il arrive parfois à se procurer davantage de matériel auprès de gardiens ou d'autres patients en vendant ses dessins. La préservation et la valorisation de l’œuvre d'Adolf Wölfli revient à la fondation Adolf Wölfli et certaines de ces oeuvres font partie de la collection permanente du musée des Beaux Arts de Berne. La fondation de l'art brut à Lausanne possède également une partie de ce patrimoine.

#### Friedrich Glauser (1896-1938)
Friedrich Glauser est reconnu comme étant une des figures les plus importantes de la littérature suisse,,. Il est déjà un écrivain connu lorsqu'il est interné à la Waldau à deux reprises, en 1934 et 1935. Ces internements sont ses deux dernières hospitalisations en psychiatrie, les deux derniers d'une très longue suite d'hospitalisations dans différents hôpitaux psychiatriques suisses. En tout, Friedrich Glauser passe 10 ans de sa courte vie (il décède à 42 ans) en psychiatrie. Toxicomane dépendant aux opiacés, Friedrich Glauser tente à cinq reprises de se suicider.
Lors de ces séjours à la Waldau, Friedrich Glauser entretient une vaste correspondance et rédige le roman Le Royaume de Matto. Ce roman policier met en scène l'inspecteur Studer et se déroule dans la clinique psychiatrique imaginaire de Randlingen. Ses contemporains sont cependant persuadés qu'il s'agit là d'un roman à clef et que c'est la réalité de l'hôpital psychiatrique de Münsingen, où il a séjourné, qui y est décrite. Cette interprétation repose d'une part sur le fait que les principaux personnages ont de nombreux traits communs avec le personnel médical de Münsingen, d'autre part sur les méthodes de traitement employées - dont l'insulinothérapie, qu'à l'époque seul l'hôpital de Münsingen utilise en Suisse. Le roman cause ainsi un certain émoi dans le canton de Berne et la Waldau se voit accusée un temps d'avoir favorisé la critique de Münsingen.

## Sources historiographiques

### Sources institutionnelles

#### Rapports annuels
Chaque année, la Waldau produit un rapport sur l'ensemble de son activité de l'année précédente (Jahresbericht). L'administration cantonale bernoise produit également chaque année un rapport sur l'ensemble de l'activité de l'année écoulée, rapport où figurent à chaque fois un rapport réalisé par le service de la santé où figure des données relatives à la Waldau (Verwaltungsbericht der Sanitäts-Direktion des Kantons Bern). Ces rapports du service de santé ont été numérisés par l’École polytechnique fédérale de Zurich et sont accessibles gratuitement en ligne.

#### Ouvrage de Jakob Wyrsch: Hundert Jahre Waldau
En 1955, le psychiatrie Jakob Wyrsch publie le livre « Hundert Jahre Waldau : Geschichte der kantonalen Heil-und Pflegeanstalt und psychiatrischen Universitätsklinik". Comme cela est précisé sur la couverture du livre, Jakob Wyrsch a rédigé son livre à la demande du Service de la santé du canton de Berne. Si l'auteur s'efforce de faire œuvre d'historien, cette source peut être considérée comme une source institutionnelle, et pour de nombreux passages, comme une source primaire puisque Wyrsch y déploie ses propres considérations notamment sur la psychiatrie et sur le travail de ses prédécesseurs. Par ailleurs, comme le souligne Martina Wernli, au moment où Jakob Wyrsch rédige ce livre, cela fait plus de 20 ans qu'il travaille à la Waldau, où il est médecin en second depuis 1939.

### Dossiers des patients
A la Waldau, chaque patient avait un dossier. Une des particularités de cet hôpital est que lors de la procédure d'admission à l'hôpital, il était demandé au patient de rédiger un récit de vie, ou de le raconter si l'écrire n'était pas possible. Par ailleurs, comme mentionné plus haut, de très nombreux dessins, peintures etc. de patients ont été conservés.
En 2014, Martina Wernli faisait état du fait qu'elle et d'autres collègues historiennes n'avaient pas obtenu l'autorisation de consulter les dossiers des patients auprès de la direction de l'hôpital et du musée d'histoire de la psychiatrie qui détient un très important fonds de collection d'artefacts produits par la patientèle de la Waldau.